# Aristide Pascal
Aristide Pascal (1827–1900) byl rumunský právník a politik a vydavatel novin.
Působil jako profesor občanského práva na Právnické fakultě v Bukurešti, roku 1865 se stal prvním děkanem advokátní komory v Bukurešti.